# 1985 у хокеї з шайбою
Нижче наведені хокейні події 1985 року у всьому світі.

## Головні події
На чемпіонаті світу в Празі золоті нагороди здобула збірна Чехословаччини (шостий титул).
У фіналі кубка Стенлі «Едмонтон Ойлерс» переміг «Філадельфію Флаєрс».

## Національні чемпіони
- Австрія: «Клагенфурт»
- Болгарія: «Славія» (Софія)
- Велика Британія: «Дарем Васпс»
- Данія: «Редовре»
- Італія: «Больцано»

- Нідерланди: «Деко Білдерс» (Амстердам)
- НДР: «Динамо» (Берлін)
- Норвегія: «Волеренга» (Осло)
- Польща: «Заглембє» (Сосновець)
- Румунія: «Стяуа» (Бухарест)
- СРСР: ЦСКА (Москва)
- Угорщина: «Уйпешт Дожа» (Будапешт)
- Фінляндія: «Ільвес» (Тампере)
- Франція: «Сен-Жерве»
- ФРН: «Розенгайм»
- Чехословаччина: «Дукла» (Їглава)
- Швейцарія: «Давос»
- Швеція: «Седертельє»
- Югославія: «Акроні» (Єсеніце)

## Переможці міжнародних турнірів
- Кубок європейських чемпіонів: ЦСКА (Москва, СРСР)
- Турнір газети «Известия»: збірна Чехословаччини
- Кубок Шпенглера: «Спартак» (Москва, СРСР)
- Північний кубок: «Юргорден» (Стокгольм, Швеція)
- Кубок Татр: «Дукла» (Тренчин, Чехословаччина)
- Турнір газети «Советский спорт»: «Спартак» (Москва), «Динамо» (Москва), «Динамо» (Рига)[1]